# فهرست شرکت‌های هواپیمایی دولتی
این مقاله شامل فهرست شرکت‌های هواپیمایی دولتی است.

## شرکت‌های هواپیمایی دولتی
- ابوظبی امیری فلایت
- آدریا ایرویز
- آئرو کارابین
- آئروفلوت
- Aeroflot-Cargo
- آئروگاویوتا
- ارولینیاس آرژانتیناس
- Aerotaxi
- افریقیه ایرویز
- هواپیمایی الجزایر
- Air Bissau
- ایر بوتسوانا
- ایر بوروندی
- ایر کالدونی
- ایر چاینا
- ایر ساحل عاج
- Air Djibouti
- Air Gabon
- ایر گرینلند
- Air Guinée
- ایر ایندیا
- Air Ivoire
- ایر جامائیکا
- ایر کیریباتی
- ایر کریو
- Air Liberia
- ایر ماکائو
- ایر ماداگاسکار
- ایر مالاوی
- ایر مالی (۱۹۶۰–۸۹)
- ایر مالتا
- ایر موریشوس
- ایر نامیبیا
- ایر نیوزیلند
- Air Niger
- ایر نیوگینی
- Air Rwanda
- Air Sénégal International
- ایر صربیا
- ایر سیشل
- ایر تانزانیا
- ایر وانواتو
- Air Zaïre
- ایر زیمبابوه
- ایربالتیک
- ایرکالین
- هواپیمایی آریانا
- آرکائیم
- باهاماس‌ایر
- بلاویا
- برکوت ایر
- بیمان بنگلادش ایرلاینز
- بولیویانا دو اویاسیون
- کامبوج انگکور ایر
- Cameroon Airlines
- کاریبین ایرلاینز
- Cayman Airways
- چاینا ایرلاینز
- کونویاسا
- هواپیمایی کرواسی
- هواپیمایی کوبا
- چک ایرلاینز
- Donavia
- دروک ایر
- دبی رویال ایر وینگ
- اکواتو گینه
- اجیپت‌ایر
- هواپیمایی امارات
- اریترین ایرلاینز
- هواپیمایی اتیوپی
- هواپیمایی اتحاد
- Eurocypria Airlines
- فیجی ایرویز
- فن‌ایر
- فلای‌دبی
- Gambia International Airlines
- گارودا ایندونزیا
- Ghana Airways
- Guine Bissau Airlines
- گلف ایر
- ایران ایر
- هواپیمایی عراق
- کویت ایرویز
- ال‌ای‌دی‌ئی
- ال‌ای‌ام موزامبیک ایرلاینز
- لائو ایرلاینز
- هواپیمایی لیبی
- Lina Congo
- لوت پولیش ایرلاینز
- مالزی ایرلاینز
- مندرین ایرلاینز
- مرپاتی نوسانتارا ایرلاینز
- میات مونگولین ایرلاینز
- هواپیمایی خاورمیانه
- میانمار نشنال ایرلاینز
- میانمار ایرویز اینترنشنال
- اور ایرلاین
- نپال ایرلاینز
- Nigeria Airways
- عمان ایر
- هواپیمایی بین‌المللی پاکستان
- PLUNA
- هواپیمایی قطر
- قطر امیری فلایت
- قطر اکسکیوتیو
- RAM Cargo
- Régie Malagache
- روسیه ایرلاینز
- Royal Air Lao
- هواپیمایی پادشاهی مراکش
- رویال برونئی
- الملکیه الاردنیه
- Royal Swazi National Airways
- Royal Tongan Airlines
- رواندایر
- ساراتوف ایرلاینز
- ساتنا
- هواپیمایی سعودی
- هواپیمایی اسکاندیناوی
- اسکوت
- سیرا نشنال ایرلاینز
- سیلک‌ایر
- سنگاپور ایرلاینز
- سنگاپور ایرلاینز کارگو
- سلیمان ایرلاینز
- هواپیمایی آفریقای جنوبی
- ساوث افریکن اکسپرس
- سریلانکان ایرلاینز
- سودان ایرویز
- سورینام ایرویز
- تاگ آنگولا ایرلاینز
- تی‌ای‌سی‌وی
- تی‌ای‌ام‌ئی
- TANS Perú
- تاروم
- تای ایرویز اینترنشنال
- تومای ایر چاد
- تونس ایر
- هواپیمایی ترکمنستان
- ترکیش ایرلاینز
- Uganda Airlines
- هواپیمایی بین‌المللی اوکراین
- Ukrainian Cargo Airways
- ازبکستان ایرویز
- ویتنام ایرلاینز
- یمنیه
- Zambia Airways